# Snooker Scene
Snooker Scene ist ein Snookermagazin, das seit 1972 erscheint. Die Geschichte des Magazins ist eng verbunden mit seinem langjährigen Herausgeber Clive Everton. Unter ihm stieg die Snooker Scene zu einem der bedeutendsten Magazine des Sportes auf und wurde vor allem für die regelmäßige Kritik am professionellen Weltverband des Sportes, der World Professional Billiards & Snooker Association, bekannt. Ab September 2022 unterbrach Everton aus Altersgründen die Herausgabe des Magazins und verkaufte das Magazin schließlich nach 50 Jahren an das Unternehmen Curtis Sport, das es ab November 2022 fortführte.

## Geschichte
Clive Everton war ab 1966 Chefredakteur des Magazins Billiards and Snooker, wurde aber 1971 abgesetzt. Everton gründete daraufhin 1971 mit World Snooker ein eigenes Magazin, das von der Leserschaft gut angenommen wurde. Gleichzeitig verschlechterte sich die Auflage von Billiards and Snooker, das daraufhin von Everton mitsamt einer Prämie von 1.000 £ übernommen wurde. Anschließend führte er die beiden Magazine unter dem Namen Snooker Scene zusammen. Everton blieb Chefredakteur des Magazins, das im April 1972 erstmals unter neuem Namen erschien. Ursprünglich war angedacht, ausschließlich Turnierergebnisse und -berichte zu veröffentlichen, doch spätestens ab den 1980ern veröffentlichte das Magazin auch allgemeinere Artikel über den Sport, seine Verwaltung und die Funktionäre. Bekannt wurde die Snooker Scene dabei vor allem für seine Kritik an der Leitung der World Professional Billiards & Snooker Association (WPBSA), des professionellen Weltverbandes. Everton äußerte besonders Kritik an der wirtschaftlichen Leitung des Sports in den 1990ern und 2000ern. Mehrfach versuchte die WPBSA vergeblich, gegen Everton und die Snooker Scene juristisch vorzugehen. 2009/2010 war die Snooker Scene am Sturz des damaligen WPBSA-Vorsitzenden Rodney Walker beteiligt und sprach sich für die Wahl von Barry Hearn und die folgende Kooperation des Profisnookers mit Hearns Unternehmen Matchroom Sport aus. Insgesamt hatte die Snooker Scene einen wesentlichen Einfluss auf die Entwicklung des Profisnookers.
Neben Everton schrieben unter anderem auch Janice Hale, David Hendon, Phil Yates und Marcus Stead Artikel für das Magazin. Die Redaktion saß je nach Angabe in Halesowen, oder in Stourbridge. 1989 erreichte es mit 21.850 Abonnenten einen Rekord. Die Zeitung erschien über die gesamte Zeit hinweg monatlich, ein Rhythmus, der 2020 lediglich durch die COVID-19-Pandemie unterbrochen wurde. Als zusätzliches Angebot existierte zeitweise ein eigener Blog, der von David Hendon betriebene Snooker Scene Blog. Dieser ging 2015 in die Website Inside Snooker auf, die von Hendon und Hector Nunns betrieben wurde. 2009 wurde zudem erstmals ein eigener Podcast veröffentlicht. Im September 2022 trat Everton nach fünfzig Jahren als Chefredakteur zurück. Seine Amtszeit gehört zu den längsten Amtszeiten eines Chefredakteures bei einer Sportzeitung weltweit. Everton gab an, dass bis einschließlich der September-Ausgabe 2022 insgesamt 619 Ausgaben des Magazins erschienen seien. Die Entscheidung zu seinem Rücktritt sei schwer gewesen, aber in Rücksprache mit „Ärzten, Buchhaltern und Kollegen“ gefallen. Everton bot das Magazin daraufhin zum Verkauf an; werde sich kein Käufer bzw. Nachfolger finden, werde das Magazin eingestellt. Elliott West verglich zu diesem Anlass Snooker Scene mit Private Eye und dem Wisden Cricketers’ Almanack. Das Magazin sei eine „Mediengröße“ gewesen, „berüchtigt für harte Berichterstattung“ und immer „mit dem Finger am Puls des Snookers“.
Im Oktober 2022 verkaufte Everton das Magazin an das Unternehmen Curtis Sport, dessen Portfolio bis dahin vor allem aus der Publikation von Programmheften für Sportveranstaltungen bestand. Neuer Herausgeber wurde Nick Metcalfe; Curtis Sport gab derweil bekannt, dass die Snooker Scene ab November 2022 auf monatlicher Basis fortgeführt werde.